# Уго Відемон
Уго Відемон (фр. Hugo Vidémont, 19 грудня 1993, Марсель) — французький футболіст, півзахисник клубу «Актобе».

## Клубна кар'єра
Вихованець клубу «Клермон» Уго дебютував у складі останнього 18 травня 2012 року, вийшовши на заміну в переможному матчі 2–0 проти «Лаваля».
Після чотирьох сезонів у «Клермон» півзахисник перейшов у січні 2015 року в останній день зимового трансферного вікна до «Аяччо». 27 лютого 2015 року Уго забив свій перший гол за клуб проти «Гавра», в якому його команда поступилась з рахунком 2–1.
У лютому 2017 року приєднався до «Вісли» (Краків).
12 серпня 2019 року Відемон приєднався до литовського клубу «Жальгіріс».
Взимку 2022 року француз перейшов до казахського клубу «Актобе».

## Титули і досягнення

### Клубні
Жальгіріс
- Чемпіон Литви (2): 2020, 2021
- Володар Кубку Литви (1): 2021
- Володар Суперкубку Литви (1): 2020

### Особисті
Жальгіріс
- Найкращий бомбардир Чемпіонату Литви (2): 2020, 2021.